# منشی (فیلم ۱۹۹۵)
منشی (به انگلیسی: The Secretary) نام یک تله‌فیلم به کارگردانی اندرو لین فیلمساز آمریکایی است. فیلمنامهٔ این اثر را گراهام فلشنر نوشته‌است و مل هریس، شیلا کلی، بری بوستویچ، جیمز روسو و ری بیکر در آن به ایفای نقش پرداخته‌اند. موسیقی این فیلم اثر لوئیس فبر می‌باشد.